# Amtsgericht Bad Berleburg

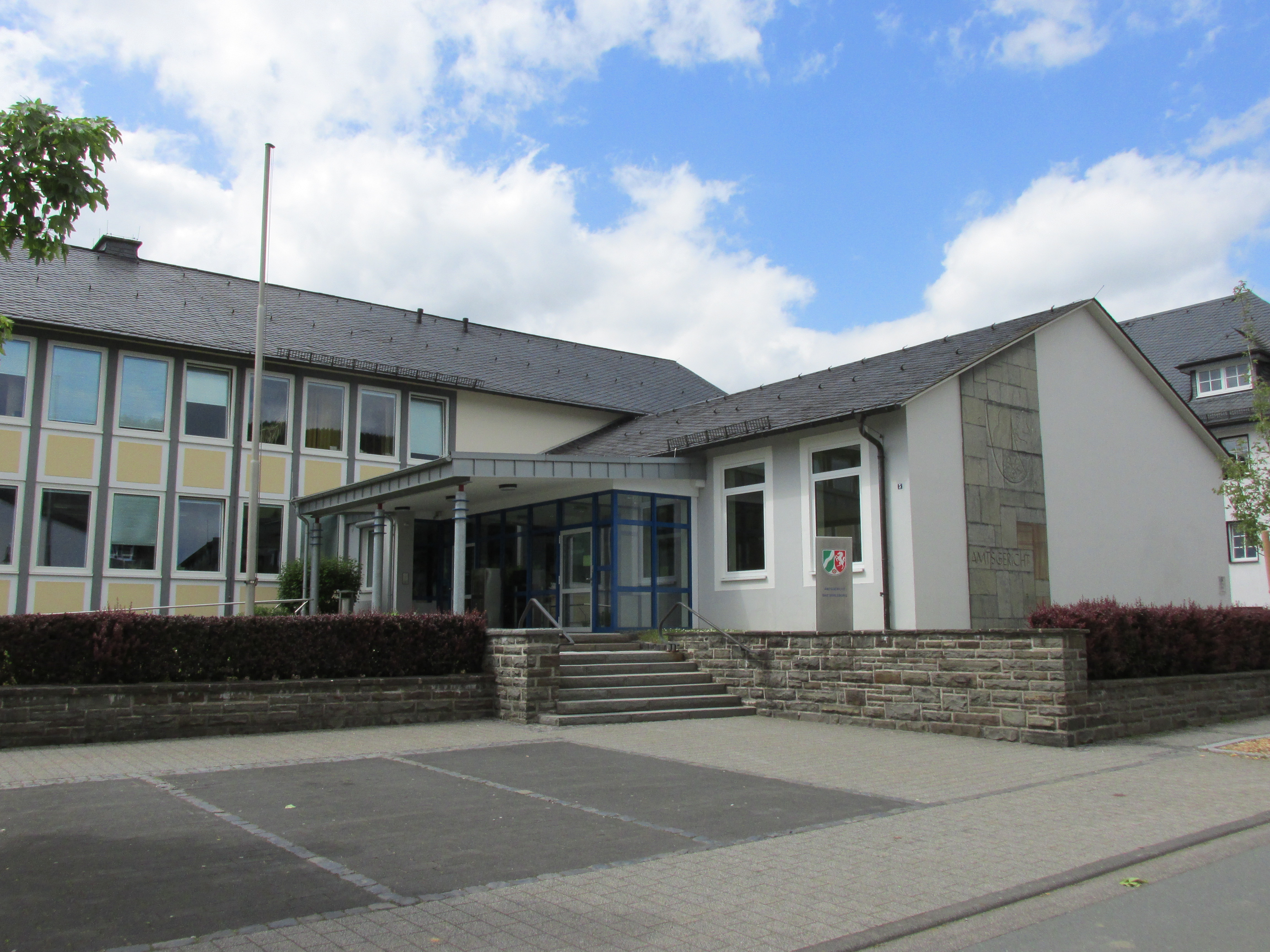
Gerichtsgebäude (2015)

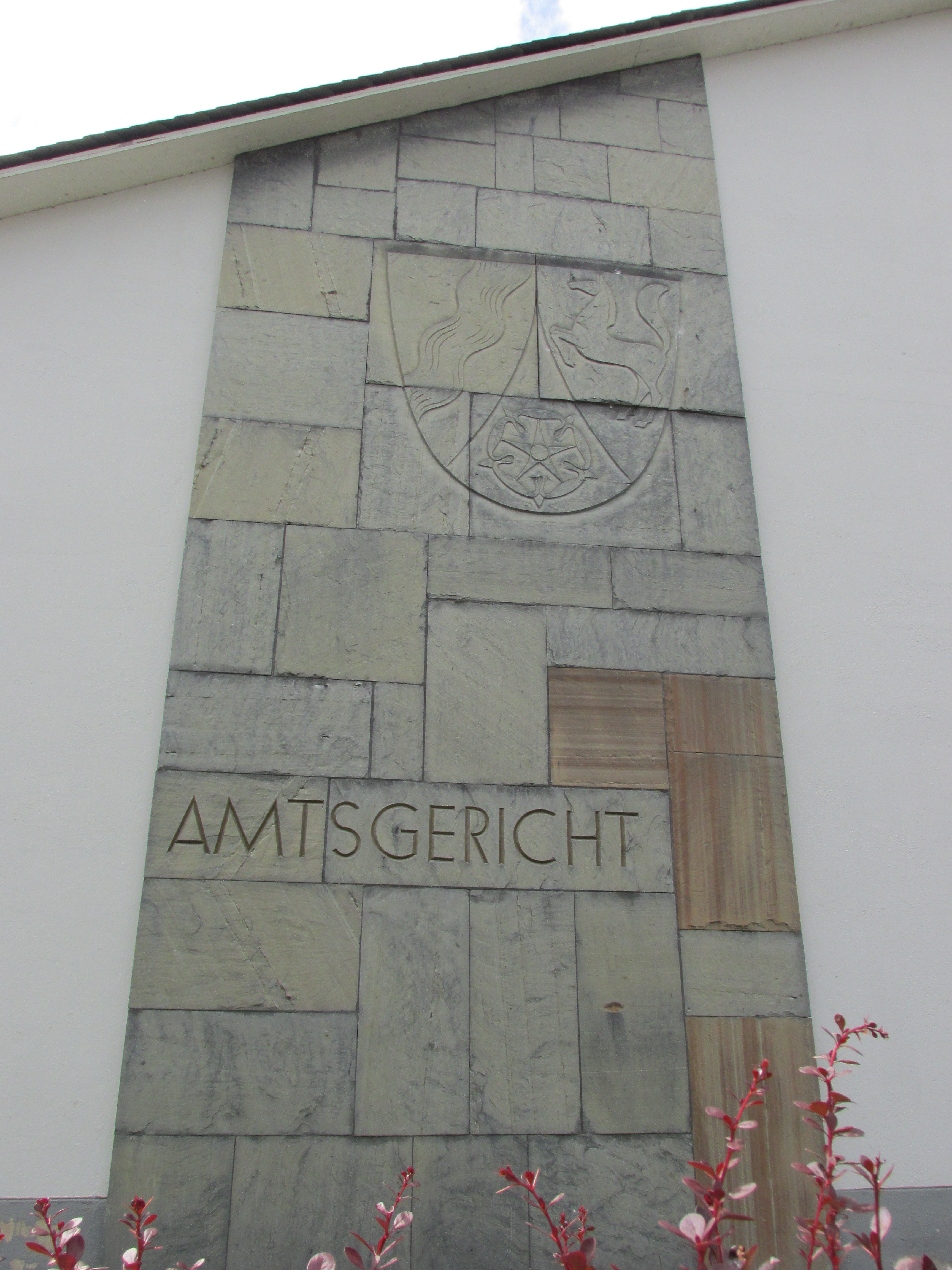
Wandrelief am Gerichtsgebäude

Das Amtsgericht Bad Berleburg (bis 1971 Amtsgericht Berleburg),  ein Gericht der ordentlichen Gerichtsbarkeit, ist eines von vier Amtsgerichten (AG) im Bezirk des Landgerichts Siegen.

## Gerichtssitz und -bezirk
Sitz des Gerichts ist Bad Berleburg im Kreis Siegen-Wittgenstein. Der 482 km² große Gerichtsbezirk umfasst den Altkreis Wittgenstein. In ihm leben rund 43.000 Menschen.
Für Insolvenzverfahren ist das Amtsgericht Siegen zuständig, das auch das Handels- und das Genossenschaftsregister sowie das Vereinsregister führt. Mahnverfahren bearbeitet das Amtsgericht Hagen als Zentrales Mahngericht. Das Partnerschaftsregister wird durch das Amtsgericht Essen geführt.

## Geschichte
In Berleburg bestand von 1849 bis 1879 die Gerichtsdeputation Berleburg des Kreisgerichts Siegen. Im Rahmen der Reichsjustizgesetze wurden 1879 reichsweit einheitlich Oberlandes-, Land- und Amtsgerichte gebildet. Das königlich preußische Amtsgericht Berleburg wurde am 26. Juli 1878 durch einen Erlass von König Wilhelm I. mit Wirkung zum 1. Oktober 1879 als eines von 19 Amtsgerichten im Bezirk des Landgerichtes Arnsberg im Bezirk des Oberlandesgericht Hamm gebildet. Der Sitz des Gerichts war die Gemeinde Berleburg. Sein Gerichtsbezirk umfasste den Kreis Wittgenstein ohne die Teile, die dem Amtsgericht Laasphe zugeordnet waren.
Am Gericht bestanden 1880 zwei Richterstellen. Das Amtsgericht war damit ein mittelgroßes Amtsgericht im Landgerichtsbezirk. Gerichtstage wurden in Erndtebrück gehalten. Am 1. Oktober 1933 wurde das Landgericht Siegen durch das Preußische Gesetz über die Neugliederung von Gerichtsbezirken im Bereich der Oberlandesgerichte Frankfurtm an Main, Hamm und Köln vom 23. Juni 1933 gegründet und das Amtsgericht Berleburg seinem Sprengel zugeordnet.
Mit der staatlichen Anerkennung als Kneipp-Kurort wurde Berleburg am 1. Juli 1971 der Namenszusatz Bad verliehen und seitdem lautet der Name Bad Berleburg. Entsprechend änderte sich der Name des Amtsgerichts auf Amtsgericht Bad Berleburg.

## Gebäude
Zuerst war das Gericht im Gebäude Hochstraße 14 untergebracht, welches 1826/1827 gebaut worden war. Im Juni 1958 wurde der Neubau Herrengarten 5 bezogen.

## Übergeordnete Gerichte
Das dem AG Bad Berleburg übergeordnete Landgericht ist das Landgericht Siegen. Zuständiges Oberlandesgericht ist das Oberlandesgericht Hamm.